# ペルミ・ナイトクラブ火災
ペルミ・ナイトクラブ火災（ロシア語: Пожар в клубе «Хромая лошадь»）は、2009年12月5日にロシア・ペルミのナイトクラブ「フロマーヤ・ローシャチ」で発生し、150人以上が死亡した火災である。
現場は9階建て雑居ビルの1階に入居する店舗で、当日は開店8周年記念の宴会が催され、200人以上が飲食していた。屋外用の花火を屋内で打ち上げ、天井や壁（わらなどの可燃物が多く使われていた）に引火したことが原因で、店舗が全焼、外壁の一部に穴が開いた。死者の多くの死因は一酸化炭素中毒によるものであった。
この店舗には非常口や窓がなく、施設の構造的な欠陥が被害を拡大したとされる。防火体制に不備があるとの消防当局の再三の指摘を無視し、過去2回罰金を科されたことがあり、経営者・支配人はじめ関係者5人が当局に身柄を拘束され、2013年に全員有罪判決を受けた。